# Ioan Jak Rene Juvara
Ioan Jak Rene Juvara (n. 2/15 ianuarie 1913, București, Regatul României – d. 18 februarie 1996, București, România) a fost un medic chirurg român, profesor universitar la Facultatea de Medicină din București, membru de onoare (1992) al Academiei Române.

## Biografie

### Familia Juvara
Despre familia Juvara aflăm că la sfârșitul secolului al XVIII-lea, conducători ai revoluției macedonene contra dominației turcești fiind, s-au refugiat în România. O ramură în Moldova care se iscăleau Juvara, alta în Muntenia, care se iscăleau Djuvara.
La 1812 Ion Dumitrache Juvara era stolnic la Huși, iar fiul lui, Iorgu Juvara, căsătorit cu Maria Docan, a avut cinci copii, o fetiță Clemansa și patru feciori – Ernest, Nicu, Emil și Iorgu. Emil Juvara s-a căsătorit cu Maria Botez, descendentă din Mihalache Cantacuzino-Pașcanu. Familia Juvara a avut moșii și conace în zona târgului Murgeni și a satului Sărățeni. Școala care a existat în anii 1908-2000 în satul Sărățeni este legată de familia Juvara, Emil Juvara fiind cel care a construit, pe cheltuiala sa, școala. Clădirea avea inițial două săli de clasă și o cancelarie, făcută din cărămidă, fiecare cărămidă purta inițialele E.J. și anul construcției 1908, cu o arhitectură impunătoare. În anul 2000 cea mai mare parte a localului școlii vechi a fost demolat iar pe amplasament, cu fonduri de la Banca Mondială, a fost construit un nou local de școală, rămânând regretul că nu s-a păstrat originalul în întregime.

### Omagiu
Despre Ion Juvara, în 1973, ca „un fierbinte omagiu” cu prilejul împlinirii vârstei de 60 ani, Ghenuță Coman în lucrarea „Murgeni – contribuții la istoria unei străvechi așezări”, referindu-se la fii ai Murgenilor scria într-un medalion: „…Privire caldă și pătrunzătoare, gânditor și spirit vast, creat anume pentru înțelegerea profundă a realităților românești, suflet optimist și radiant, Cuti Juvară este un „răsfățat” al murgenenilor. Îl „revendicăm” în – virtutea și tăria unei adânci etici, impusă de marea personalitate a omului, a medicului și savantului chirurg, în virtutea unei opinii de masă a localnicilor, pentru că aici se
vorbește de „profesorul nostru”, „de marele și bunul doctor Cuti Juvară”. Aceasta înseamnă că și Cuti Juvară i-a „răsfățat” pe murgeneni (în anii 1935-1938 dr. Ion Juvară a pus bazele secției de Chirurgie a spitalului din localitate).
…Putere de muncă pilduitoare, Ion Juvară, ajunge în 1969 profesor universitar, după ce în 1964 primise titlul de doctor docent. Este un distins și apreciat membru, titular, al mai multor societăți și academii naționale și internaționale. Prin labirintul examenelor și concursurilor pe care le trece totdeauna primul, prin clinici și laboratoare, prin observații și experimente, cu vocația lui firească, Ion Juvară se avântă într-o prodigioasă operă științifică, materializată în aproximativ 250 lucrări comunicate și publicate, atât în țară cât și peste hotare. Pe lângă cele trei certificate de inovator, lucrările sale cu privire la „Tratamentul chirurgical al hipertireozelor”, „Chirurgia pancreasului”, „Chistul hidatic pulmonar” etc., se bucură de multă apreciere în lumea specialiștilor”.

## Societăți științifice[2][3]
- Uniunea Societăților de Științe Medicale (USSM), Secția de Chirurgie (membru din 1939, vicepreședinte 1950-1959, președinte pe București 1967-1981, președinte pe țară 1981-1986)
- Societatea europeană de chirurgie cardio-vasculară
- Societatea internațională de chirurgie (din 1948)
- Societatea Chirurgilor din Paris
- Collegium Internationale Chirurgiae Digestivae - Italia
- The New York Academy of Sciences
- Societatea de chirurgie din Bulgaria
- Academia de Chirurgie din Paris (membru asociat din 1983)
- Societatea Italiană de Chirurgie (membru corespondent)

## Distincții
- Ordinul „Meritul Sanitar” clasa a II-a (8 aprilie 1970) „pentru merite deosebite în domeniul ocrotirii sănătății populației din țara noastră”[4]
- Ordinul Muncii clasa a II-a (16 decembrie 1972) „pentru merite deosebite în opera de construire a socialismului, cu prilejul aniversării a 25 de ani de la proclamarea Republicii”[5]

## Lucrări de clinică și tehnică chirurgicală
- „Chirurgia pancreasului”, Ion Juvara, Al. Prișcu, Fux, Editura Medicală 1957
- „Boala Hepato-biliară postoperatorie"
- „Tratamentul chirurgical al hipertireozelor”
- „Chistul hidatic pulmonar”